# Günter Sonnenberg (Schauspieler)
Günter Sonnenberg (* 17. Februar 1925 in Berlin; † 14. September 1992 ebenda) war ein deutscher Schauspieler.

## Leben
Sonnenberg begann 1945 seine Schauspielausbildung in Wittenberg, die er nach einer Episode am Staatstheater Dresden, an der Schauspielschule des Deutschen Theaters Berlin fortsetzte. Nach Abschluss des Studiums war er an mehreren Theatern tätig, bis er nach Erfurt kam, wo er bis 1961 spielte und sang. Dann wechselt er zum Fernsehensemble, von dem er 1962 an das Deutsche Theater geholt wurde. Eine seiner ersten Rollen hier, der Sänger in Rote Rosen für mich, zeigt den exzellenten Sänger und Schauspieler. Neben seinen Sprechrollen zog es ihn immer wieder zur Musik. Eigene Programme irischer Volksmusik hatte er im Repertoire, dann auch die unvergesslichen Liederabende des Deutschen Theaters. Und er gehörte zu den Initiatoren der erfolgreichen Veranstaltungsreihe Jazz in der Kammer.
Günter Sonnenberg verstarb am 14. September 1992 nach langer schwerer Krankheit in Berlin.

## Filmografie
- 1954: Der Richter von Zalamea
- 1955: Der Ochse von Kulm
- 1956: Thomas Müntzer – Ein Film deutscher Geschichte
- 1959: Algier 12 Uhr 5 (Fernsehspiel)
- 1960: Die Hunde bellen nicht mehr (Fernsehfilm)
- 1961: Gastspiel im Dschungel (Fernsehspiel)
- 1962: Das grüne Ungeheuer (Fernseh-Fünfteiler)
- 1962: Wohl dem, der lügt (Fernsehfilm)
- 1963: Schatten und Schemen (Fernsehspiel)
- 1964: Die Sprengung (Fernsehfilm)
- 1965: Episoden vom Glück (Fernsehfilm, 2 Teile)
- 1965: Köpfchen, Kamerad
- 1965: Entlassen auf Bewährung
- 1966: Lebende Ware
- 1966: Flucht ins Schweigen
- 1966: Die erste Reiterarmee (Fernsehinszenierung)
- 1967: Der kurfürstliche Narr (Fernsehinszenierung)
- 1968: Die Toten bleiben jung
- 1968: 12 Uhr mittags kommt der Boß
- 1969: Drei von der K (Episode 3: Umschlagplatz Ruine)
- 1970: Jeder stirbt für sich allein (Fernsehfilm, 3 Teile)
- 1970: Junge Frau von 1914 (Fernsehfilm, 2 Teile)
- 1971: Ein Mann, der sterben muß (Fernsehfilm)
- 1971: Kriminalfälle ohne Beispiel: Tod eines Millionärs (Fernsehfilm, 3 Teile)
- 1972: Bettina von Arnim (Fernsehspiel, 2 Teile)
- 1972: Florentiner 73 (Fernsehfilm)
- 1973: Stülpner-Legende (Fernsehserie, 7 Teile)
- 1973: Polizeiruf 110: Nachttresor (Fernsehreihe)
- 1973: Die große Wette (Fernsehspiel)
- 1974: Tilla und der Burgvogt (Fernsehspiel)
- 1974: Neues aus der Florentiner 73 (Fernsehfilm)
- 1974: Polizeiruf 110: Kein Paradies für Elstern
- 1974: Die Frauen der Wardins (Fernseh-Dreiteiler)
- 1974: Mein lieber Mann und ich (Fernsehfilm)
- 1975: Steckbrief eines Unerwünschten (Fernsehfilm)
- 1976: Leben und Tod Richard III. (Theateraufzeichnung)
- 1976: Polizeiruf 110: Schwarze Ladung
- 1976: Leben und Tod König Richard III. (Fernsehaufführung)
- 1977: Der gepuderte Mann im bunten Rock oder Musjöh lebt gefährlich (Fernsehfilm)
- 1977: Haydn in London (Fernsehspiel)
- 1977: Der Stein des Glücks (Fernsehspiel)
- 1978: Unser Drache Kasimir (Fernsehinszenierung)
- 1978: Der Staatsanwalt hat das Wort: Meine Frau (Fernsehreihe)
- 1979: Plantagenstraße 19 (Fernsehfilm)
- 1980: Unser Mann ist König (Fernsehserie, 7 Teile)
- 1980: Der Spiegel des großen Magus
- 1980: Der Fall Sylvia Karsinke (Fernsehspiel)
- 1981: Das tapfere Schneiderlein (Fernsehfilm)
- 1983: Die traurige Geschichte von Friedrich dem Großen (Theateraufzeichnung)
- 1983: Chef der Gelehrsamkeit – Wilhelm von Humboldt (Fernsehfilm)
- 1984: Die vertauschte Königin
- 1985: Die Rundköpfe und die Spitzköpfe (Theateraufzeichnung)
- 1986: Hilde, das Dienstmädchen
- 1986: Der Staatsanwalt hat das Wort: Ein todsicherer Tip (Fernsehreihe)
- 1987: Bebel und Bismarck (Fernsehmehrteiler)
- 1987: Einzug ins Paradies (Fernsehserie, 6 Teile)
- 1989: Ein brauchbarer Mann
- 1989: Die gläserne Fackel (Fernsehserie, 7 Teile)

## Theater
- 1947: Leonid Solowjow / Viktor Witkowitsch: Der fröhliche Sünder (Dshafear) – Regie: Albert Fischel (Staatstheater Dresden)
- 1956: Jan de Hartog: Schiff ohne Hafen (Kapitän) – Regie: Wilhelm Krampen (Landesbühnen Sachsen – Radebeul)

Städtische Bühnen Erfurt
- 1957: William Shakespeare: König Lear (Herzog von Albanien) – Regie: Eugen Schaub
- 1957: Boris S. Romaschow: Die feurige Brücke (Pjotr Nikolajewitsch Strisbakow) – Regie: Eugen Schaub (DDR-Erstaufführung)
- 1958: Bertolt Brecht: Schweyk im Zweiten Weltkrieg (SS-Mann Müller II) – Regie: Eugen Schaub (DDR-Erstaufführung)
- 1958: Heiner Müller: Der Lohndrücker (Karas) – Regie: Eugen Schaub / Horst Ludwig
- 1958: Johann Wolfgang von Goethe: Götz von Berlichingen (Weislingen/Lerse) – Regie: Eugen Schaub
- 1958: Pavel Kohout: So eine Liebe (Peter Petrus) – Regie: Georg Leopold
- 1958: Friedrich Wolf: Matrosen von Cattaro (Stonawski, Fliegermaat) – Regie: Georg Leopold
- 1959: Karl Wittlinger: Kennen Sie die Milchstraße? (Arzt) – Regie: Arno Wolf / Sonja Stokowy (Kleine Bühne)
- 1959: Friedrich Schiller: Wilhelm Tell (Wilhelm Tell) – Regie: Eugen Schaub
- 1959: William Shakespeare: Julius Cäsar (Marcus Antonius) – Regie: Eugen Schaub
- 1959: Nikolai Gogol: Der Revisor (Stepan Iljitsch Uchowertow) – Regie: Eugen Schaub
- 1960: Gerhart Hauptmann: Die Weber (ein Reisender) – Regie: Arno Wolf
- 1960: Chu Su-chen: 15 Schnüre Geld (Kuang Chung, Präfekt von Soochow) – Regie: Eugen Schaub
- 1960: Johannes R. Becher: Winterschlacht (Kriegsberichterstatter) – Regie: Eugen Schaub
- 1960: Fritz Kuhn: Kredit bei Nibelungen (Siegfried Block) – Regie: Fritz Kuhn
- 1960: Joachim Wichmann: Eine kleine Traumfabrik (Will Ehrlich) – Regie: Eugen Schaub / Horst Ludwig
- 1960: Gerhard Fabian: Die Stärkeren (Bergarbeiter Bändix) – Regie: Eugen Schaub
- 1961: Bertolt Brecht: Leben des Galilei (Philosoph) – Regie: Walter Beck
- 1961: Friedrich Schiller: Die Jungfrau von Orleans (Graf Dunois) – Regie: Eugen Schaub (auf den Domstufen)

Deutsches Theater Berlin
- 1965: Seán O’Casey: Der Mond scheint auf Kylenamoe (Stationswärter) – Regie: Adolf Dresen (Kammerspiele)
- 1966: William Shakespeare: Maß für Maß (Profoß)– Regie: Adolf Dresen
- 1967: Horst Salomon: Ein Lorbaß – Regie: Benno Besson
- 1967: Rolf Schneider: Prozeß in Nürnberg (SS-Massenmörder Ohlendorf) – Regie: Wolfgang Heinz
- 1972: Johann Wolfgang von Goethe: Clavigo (Maries Schwager) – Regie: Adolf Dresen (Kammerspiele)
- 1978: Gerhart Hauptmann: Michael Kramer (Assessor Schnabel) – Regie: Wolfgang Heinz
- 1981: Georg Büchner: Dantons Tod – Regie: Alexander Lang
- 1986: Hermann Sudermann: Der Sturmgeselle Sokrates – Regie: Thomas Langhoff (Kammerspiele)
- 1990: Jörg-Michael Koerbl: Die Kommunisten – Regie: Michael Jurgon

## Hörspiele
- 1967: Hans Siebe: Spuren im Sand (Lütting) – Regie: Joachim Staritz (Kriminalhörspiel – Rundfunk der DDR)
- 1969: Peter Hacks nach Aristophanes: Der Frieden (Chor) – Regie: Wolf-Dieter Panse (Hörspiel – Rundfunk der DDR)
- 1969: Hans Siebe: Der Mitternachtslift (Oberleutnant Kühn) – Regie: Fritz Göhler (Kriminalhörspiel  – Rundfunk der DDR)
- 1969: Claude Prin: Potemkin 68 (Bauer) – Regie: Edgar Kaufmann (Hörspiel – Rundfunk der DDR)
- 1970: Stephan Hermlin: Scardanelli – Regie: Fritz Göhler (Hörspiel – Rundfunk der DDR)
- 1970: William Shakespeare: Othello – Regie: Gert Andreae (Hörspiel – Rundfunk der DDR)
- 1970: Arne Leonhardt: Unser stiller Mann – Regie: Werner Grunow (Hörspiel – Rundfunk der DDR)
- 1970: Sophokles: Die Antigone des Sophokles (Chor der Alten) – Regie: Martin Flörchinger (Hörspiel – Rundfunk der DDR)
- 1973: Bertolt Brecht: Leben des Galilei (Federzoni) – Regie: Fritz Göhler (Hörspiel – Rundfunk der DDR)
- 1973: Hans-Ulrich Lüdemann: Überlebe das Grab (Direktor) – Regie: Werner Grunow (Hörspiel – Rundfunk der DDR)
- 1973: Francoise Xenakis: Auf der Insel wollte sie ihm sagen... – Regie: Fritz Göhler (Hörspiel – Rundfunk der DDR)
- 1975: Gerhard Rentzsch: Der Nachlaß – Regie: Joachim Staritz (Hörspiel – Rundfunk der DDR)
- 1975: Horst-Ulrich Semmler: Bereitschaftsdienst – Regie: Maritta Hübner (Kinderhörspiel – Rundfunk der DDR)
- 1976: Roald Dahl: Der Mantel (Colonel) – Regie: Joachim Staritz (Kriminalhörspiel – Rundfunk der DDR)
- 1976: Adolf Glaßbrenner: Antigone in Berlin (Klempner) – Regie: Werner Grunow (Hörspiel (Kunstkopf) – Rundfunk der DDR)
- 1976: Heinrich von Kleist: Prinz Friedrich von Homburg – Regie: Joachim Staritz (Hörspiel – Rundfunk der DDR)
- 1977: Juri Trifonow: Der Tausch (Direktor) – Regie: Joachim Staritz (Hörspiel – Rundfunk der DDR)
- 1978: Karel Čapek: Taschenspiele (Kreisrichter) – Regie: Joachim Staritz (Hörspiel – Rundfunk der DDR)
- 1978: Karl-Heinz Tesch: Der schreckliche Gott – Regie: Fritz-Ernst Fechner (Kriminalhörspiel – Rundfunk der DDR)
- 1979: Alberto Molina: Beerdigung unter Bewachung (2. Offizier) – Regie: Fritz Göhler (Hörspiel – Rundfunk der DDR)
- 1979: Leonid Solowjow: Nasreddin in Buchara (Wächter, Soldat) – Regie: Dieter Scharfenberg (Kinderhörspiel – Litera)
- 1980: Joachim Walther: Bewerbung bei Hofe (König) – Regie: Fritz Göhler (Hörspiel – Rundfunk der DDR)
- 1982: Rolf Wohlgemuth: Auf der Schaukel – Regie: Werner Grunow (Hörspiel – Rundfunk der DDR)
- 1982: Peter Hacks: Das Windloch – Geschichten von Henriette und Onkel Titus (Gendarm Obacht) – Regie: Fritz Göhler (Kinderhörspiel – Litera)
- 1987: Michail Bulgakow: Die letzten Tage (Rakejew) – Regie: Ingeborg Medschinski (Hörspiel – Rundfunk der DDR)
- 1987: Fred Rodrian: Weihnachtsgeschichten (Nikolaus) – Regie: Karin Lorenz (Kinderhörspiel – Litera)
- 1990: Dylan Thomas: Unter dem Milchwald – Regie: Fritz Göhler (Original-Hörspiel – Rundfunk der DDR)
- 1991: Alexander Wolkow: Der Zauberer der Smaragdenstadt (Ellis Vater) – Regie: Dieter Scharfenberg (Hörspiel – Litera junior)
- 1991: Alexander Wolkow: Urfin und seine Holzsoldaten (Ellis Vater) – Regie: Dieter Scharfenberg (Hörspiel – Litera junior)